# Hamwarde
Hamwarde település Németországban, Schleswig-Holstein tartományban. Lakosainak száma 831 fő (2023. december 31.).

## Népesség
A település népességének változása:
| Lakosok száma | 600  | 863  | 870  | 857  | 851  | 831  |
|               | 1975 | 2017 | 2019 | 2021 | 2022 | 2023 |